# Plaisance (Seychelles)
Plaisance és un districte administratiu pertanyent a l'illa de Mahé. Aquest districte posseeix una petita sortida al mar alhora que presenta un clima càlid. Avui dia Plaisance és un dels motors econòmics de les Seychelles, ja que aquest districte és el que genera més riqueses.